# Miral Ayyad
Miral Ayyad (arabisch ميرال عياد, DMG Mīrāl ʿAyyād, geboren 2002 in Abu Dis, Westjordanland) ist eine palästinensische Sängerin, die 2016 in der arabischen Welt durch ihre Teilnahme an der Gesangs-Casting-Show The Voide Kids bekannt wurde.

## Leben
Miral Ayyad wurde 2002 in Abu Dis, im Westjordanland geboren. Ihre Mutter Suzan Abu Hilal (arabisch سوزان أبو هلال) ist Sozialarbeiterin und Psychologin.
Im Alter von acht Jahren begann Ayyad im Schulchor zu singen. Als sie 11 Jahre alt, ermutigte ihre Mutter sie, an einem Gesangswettbewerb des Edward Said National Conservatory of Music teilzunehmen und Ayyad erreichte das Finale. 2014 gewann die 12-jährige Ayyad den Fernseh-Talentwettbewerb "Best Talent" (البيست تالنت) des palästinensischen TV-Senders Maan. Nach ihrem Sieg bei Best Talent erhielt sie eine Nachricht von palästinensischen Gefangenen im israelischen Negev-Gefängnis, die sie baten ihre Kunst bekannt zu machen. In Reaktion darauf veröffentlichte Ayyad ihr erstes Lied Shwaya Haki und Egdab und Qoum Tahrak, in denen sie die israelische Besatzung über die Palästinenser thematisierte.
2016 erlangte die damals 13-jährige Ayyad in der arabischen Welt Bekanntheit durch ihre Teilnahme an der arabischen Ausgabe der Talentshow The Voice Kids im Team von Nancy Ajram. Sie schied im Halbfinale aus.
2019 wirkte sie neben zahlreichen anderen palästinensischen Sängern und Musikern in dem Stück Filastin Ard al-Dschadud (فلسطين أرض الجدود) für das Format Jawwal (جوال) mit. 2021 wirkte sie in einem Musikvideo von Falastini TV mit.
Von 2019 bis 2023 studierte sie im Westjordanland an der Universität Bir Zait arabische Musikinterpretation und schloss mit einem Bachelor ab.